# Enrique Schmidt
Enrique Schmidt Cuadra (* 1949 in Chinandega; † 5. November 1984 in Camoapa im Departamento Boaco) war ein nicaraguanischer Revolutionär und Politiker.

## Biografie

### Familie
Schmidts Urgroßvater war der ostpreußische Artilleriehauptmann Wilhelm Schmidt Rauchhaupt. Dieser hatte sich nach dem Deutsch-Französischen Krieg zum Pazifismus bekannt und war deshalb mit zahlreichen anderen Deutschen nach Lateinamerika emigriert. Nach einem Aufenthalt in El Salvador zog er nach Nicaragua.
Enrique Schmidt kam als Sohn eines Rechtsanwalts zur Welt; er wuchs in Corinto auf. Seine Eltern kamen am 23. Dezember 1972 bei einem schweren Erdbeben in Managua ums Leben.

### Ausbildung, Beruf und Politik
Auf ausdrücklichen Wunsch seines Vaters reiste Schmidt 1967 zum Studium in die Bundesrepublik Deutschland. Nachdem er über zwei Jahre die deutsche Sprache erlernt hatte, immatrikulierte er sich 1969 mit einem Stipendium des Deutschen Akademischen Austauschdienstes für Wirtschafts- und Sozialwissenschaft an der Universität zu Köln. Er wurde Auslandsreferent des dortigen AStA und nach dem Putsch in Chile 1973 Mitglied der „Kinderhilfe Lateinamerika“. Bereits in dieser Zeit war er politisch sehr interessiert und trat als Gegner des nicaraguanischen Somoza-Regimes auf. Zudem organisierte er beispielsweise Unterstützung für die Movimiento de Izquierda Revolucionaria in Chile sowie für die Nationale Front für die Befreiung Südvietnams und gründete mit anderen Kommilitonen aus Lateinamerika, Asien und Afrika den Trikontinentalen Studentenbund. Dieser ging eine enge Kooperation mit dem Sozialistischen Deutschen Studentenbund ein. Während des Studiums lernte er die Spanierin Maria Victoria (Mariví) Urquijo Nuño kennen, die damals als Sprecherin bei der Deutschen Welle arbeitete. Das Paar heiratete und 1974 kam Tochter Maité zur Welt – der Sohn Enrique Evenor kam etwa 1980 dazu. Ebenfalls 1974 schloss Schmidt seine Diplomarbeit ab und kehrte in sein Heimatland zurück – mittlerweile war er Mitglied der Frente Sandinista de Liberación Nacional (FSLN) und hatte eine militärische Ausbildung der Palästinensischen Befreiungsorganisation im Nahen Osten absolviert.
In der Folgezeit arbeitete Schmidt für Siemens und als Dozent für Nationalökonomie an der Universidad Nacional Autónoma de Nicaragua. Da man ihn verbotener Kontakte zu Gewerkschaften beschuldigte, wurde er im Dezember 1975 von der Guardia Nacional de Nicaragua verhaftet und im berüchtigten Gefängnis von Tipitapa inhaftiert. Dort war er wochenlanger Folter ausgesetzt, lernte allerdings mit Tomás Borge auch einen Mitbegründer der FSLN kennen. Schmidts Festsetzung sorgte für internationales Aufsehen. Seine Freunde aus Köln gründeten einen Unterstützerkreis und zahlreiche Politiker der SPD sowie Funktionäre der Evangelischen Kirche in Deutschland – Schmidt war seinerzeit aktives Mitglied des Internationalen Arbeitskreises der Kölner Evangelischen Studierendengemeinde – setzten sich für seine Freilassung ein. Dieser Druck führte schließlich 1977 zur Entlassung, in deren unmittelbarem Anschluss er mit seiner Ehefrau zurück nach Westdeutschland flog. Das Paar zog nach Bremen, wo er an der dortigen Universität eine Dissertation zum Thema Ökonomie und koloniales Erbe – Möglichkeiten und Perspektiven der wirtschaftlichen und politischen Entwicklung in Mittelamerika verfasste und schließlich summa cum laude promoviert wurde. Von der FSLN zu ihrem offiziellen Vertreter in Westeuropa ernannt, war Schmidt maßgeblich an der Gründung erster Solidaritätsgruppen in Deutschland und der anschließenden raschen Ausweitung der Arbeit auf beispielsweise die Niederlande, Skandinavien, Frankreich und Italien beteiligt. Er zeichnete dafür verantwortlich, dass sich um 1978 bereits 45 Unterstützerkreise in Westdeutschland etabliert hatten. Sogar in der DDR fanden sich einige Initiativgruppen zusammen, diese wurden im dortigen politischen System allerdings nur ungern geduldet.
Ende März 1979 kehrte Schmidt abermals nach Nicaragua zurück – dieses Mal, um am entscheidenden Marsch der FSLN auf die Hauptstadt Managua teilnehmen zu können. Er schloss sich den Truppen im Süden des Landes an und war am Ende Panzerfahrer, als den Revolutionären nach Jahren des Guerillakampfes am 19. Juli schließlich die Machtübernahme gelang. Während des Wiedererrichtens der staatlichen Strukturen wurde er mit der Umorganisation des von seinem Freund Tomás Borge geführten Innenministeriums beauftragt. Anschließend war er als Polizeichef von Managua tätig, bevor man ihn 1982 zum Minister für das Post- und Fernmeldewesen ernannte. Schmidt war gut mit dem österreichischen Journalisten Leo Gabriel befreundet und pflegte sehr enge Kontakte zur SPD und zur Sozialistischen Internationalen. Führende Sozialdemokraten bereisten auf seine Einladung Nicaragua, um dort ihre Unterstützung für die Politik der Sandinisten zu demonstrieren. Im Mai 1984 lud ihn die SPD als Vertreter seines Landes zum Bundesparteitag nach Essen ein, wo er in Anwesenheit Willy Brandts eine viel beachtete Rede hielt.

### Tod in der Operation "Ciclón"
Im sich stetig intensivierenden Contra-Krieg, in dem paramilitärisch organisierte Konterrevolutionäre mit US-amerikanischer Unterstützung versuchten, die international legitimierte linksgerichtete sandinistische Regierung wieder zu stürzen, stand Schmidt solidarisch hinter seinem Freund Borge. Dieser stellte aus machtpolitischen Erwägungen einige Spezialbataillone auf, und Schmidt wurde als subcommandante Kommandeur der Tropas Pablo Úbeda (TPU), die ihre Uniformen und Ausrüstung von der Nationalen Volksarmee bezog und ihre Ausbildung u. a. von vietnamesischen und nordkoreanischen Militärspezialisten erhielt.
Anfang November 1984 war Schmidt mit dieser Einheit im Departamento Boaco in der so genannten Operation "Ciclón" im Einsatz. Hier hatte eine Gruppe Contras von Edén Pastoras ARDE zuvor ein Dorf überfallen. In seinen Memoiren behauptet der guatemaltekische Ex-Guerillero Julio Mácias (alias César Montes) an dem Unternehmen persönlich teilgenommen zu haben. Danach war die Operation monatelang vorbereitet worden. Die Contras seien bei der Anhöhe El Coroso, die zur Kleinstadt Camoapa gehört, in einen Sprengstoffhinterhalt gelockt worden, wobei 80 Contras getötet worden seien. Schmidt sei nach dem Gefecht offensichtlich aus Versehen von einem Mitglied der eigenen Truppe aus zweiter Reihe erschossen worden.
Die Einzelheiten von Schmidts Tod sind bis heute umstritten wie auch unklar ist, wieso Schmidt, der nicht über die notwendige militärische Ausbildung verfügte, diese Operation überhaupt leitete.

## Gedenken, Ehrungen
Schmidts Tod löste sowohl in Nicaragua als auch in Europa und speziell in Deutschland große Bestürzung aus. Nach der Veröffentlichung der Nachricht fanden sich spontan viele Menschen zu einer Mahnwache vor dem Kölner Amerika Haus ein. In den folgenden Tagen erschienen in der Kölnischen Rundschau und dem Kölner Stadt-Anzeiger mehrere von seinen Freunden geschaltete Todesanzeigen. Auch 35 sozialdemokratische Bundestags- und Europaabgeordnete, darunter Günter Verheugen, Hans-Jürgen Wischnewski, Karsten Voigt und Herta Däubler-Gmelin, gaben eine solche auf. Über 300 Personen kamen am 15. November zu einer Trauer- und Protestversammlung im Jugendzentrum Köln-Sülz zusammen und beschlossen dort die Gründung einer Nicaragua-Solidaritätsgruppe.
Auf Grund der engen persönlichen Bindung Schmidts zu Köln ging die Stadt 1988 eine Städtepartnerschaft mit seiner Heimatstadt Corinto ein. Ein Jahr später tat Bremen den gleichen Schritt, diese Partnerschaft ruht allerdings derzeit.
Die Enrique-Schmidt-Straße in Bremen-Horn-Lehe bei der Universität Bremen wurde nach ihm benannt. Im November 2014 wurde in Köln-Sülz im Beisein von Familienmitgliedern der Enrique-Schmidt-Cuadra-Weg eingeweiht. Der Antrag zur Benennung des Weges war von CDU, den Grünen und der Linkspartei in der Bezirksvertretung eingereicht worden. Die SPD stimmte dem Antrag zu.
Sein Kampfgefährte Tomás Borge, der Schmidt im Rückblick als „das rote Geschenk Preußens“ bezeichnete, verlieh am 25. Juni 1987 den damaligen DDR-Ministern für Staatssicherheit und Inneres, Erich Mielke und Friedrich Dickel, die Medaille für internationalistische Verdienste „Enrique Schmidt“.
In Nicaragua ist die Federación de Trabajadores de Correos y Comunicaciones "Enrique Schmidt Cuadra" nach ihm benannt, da Schmidt zeitweise Minister für Telekommunikation war, seine Dienststelle allerdings dem Innenministerium unter Borge unterstand.

## Trivia
- Enrique Schmidt spielt eine zentrale Rolle in Wolfgang Schreyers Roman Die fünf Leben des Dr. Gundlach (1. Aufl. Berlin, Militärverlag der DDR 1982). Der Protagonist, Dr. Gundlach, sucht Schmidt Anfang 1981 in seinem Dienstbüro in Managua auf und versucht den Polizeipräsidenten für einen Waffenschmuggel an die Guerilla in El Salvador zu überreden. Offenbar ahnt Schmidt, dass Gundlach von US-amerikanischer Seite aus zu diesem Unternehmen erpresst wird, und leitet eine Gegenoperation ein, die verhindert, dass Nicaragua von den USA der Unterstützung der Guerilla beschuldigt werden kann.